# Нарат-Чукур
Нара́т-Чуку́р (рос. Нарат-Чукур, башк. Наратсоҡор) — присілок у складі Бакалинського району Башкортостану, Росія. Входить до складу Діяшевської сільської ради.
Населення — 86 осіб (2010; 110 у 2002).
Національний склад:
- марійці — 68 %